# Megischus anomalipes
Megischus anomalipes is een vliesvleugelig insect uit de familie van de kroonwespen (Stephanidae). De wetenschappelijke naam van de soort werd voor het eerst geldig gepubliceerd in 1855 door Forster als Stephanus anomalipes.